# آرامگاه هارون الرشید
آرامگاه هارون الرشید آرامگاه یادمانی هارون الرشید خلیفه عباسی است که در حرم علی بن موسی الرضا در شهر مشهد ایران قرار دارد.
هارون الرشید پنجمین خلیفه عباسی بود که در سال ۱۴۹ هجری (۷۶۶ میلادی) در ری به دنیا آمد و در سال ۱۹۳ هجری (۸۰۹ میلادی) در طوس (مشهد امروزی) درگذشت.

## مرگ و دفن هارون الرشید
هارون الرشید با وجود تمام کارهای بزرگی که انجام داده بود، در مواجهه با رقابت‌ها و برنامه‌های درون خلافت خود کمبود تدبیر را احساس می‌کرد و فاجعه خاندان برمکی نیز راه‌حلی برای این وضعیت نبود. وی در پایان روزگار خلافت، تنها و بیمار شد. او که بیماری خود را از مردم پنهان می‌کرد، شکم خود را به یکی از دوستانش نشان داد که نواری از ابریشم بر روی آن بسته بود. هارون به دوستش گفت: این آسیبی است که از همه مردم حفظ کردم، همه از جمله پسرانم منتظر مرگ من هستند. بیماری هارون الرشید در مسیر خراسان برای پایان دادن به شورش رافع بن لیث بدتر شد. وی در شهر طوس (شهر فعلی مشهد در شمال شرق ایران) درگذشت و در جمادی الثانی سال ۱۹۳ هجری قمری / ۸۰۹ میلادی در آنجا به خاک سپرده شد.

## ابن بطوطه و آرامگاه هارون
ابن بطوطه جهانگرد معروف ، آرامگاه هارون الرشید را این‌گونه توصیف کرده‌است: منظره شریفه دارای گنبدی بزرگ در گوشه‌ای و در مجاورت مدرسه و مسجدی است که همه به خوبی ساخته شده‌اند. در مقابل این‌ها مقبره هارون الرشید قرار دارد و روی آن سکویی است که شمعدان‌ها را بر آن می‌گذارند.

## موقعیت آرامگاه
این آرامگاه در مرکز شهر مشهد، ۹۲۴ کیلومتری شرق تهران قرار دارد . دور تا دور حرم یک میدان است که از آن به تمام نقاط شهر مشهد منشعب شده‌است. این مجموعه از شمال با نوغان و از جنوب با خیابان امام رضا و میدان بیت‌المقدس و از جنوب غربی به خیابان نواب صفوی از شمال با شرقی خیابان آیت‌الله شیرازی همسایه است.